# Wait 'Till the Sun Shines, Nellie
〈Wait 'Till the Sun Shines, Nellie〉는 해리 본 틸저가 음악을 담당하고 앤드류 B. 스털링이 가사를 담당한 1905년 대중가요다. 수차례 녹음되었고 현재는 팝 스탠더드로 간주된다. 가장 이른 녹음은 바이런 G. 할런과 해리 톨리가 녹음한 것이다.
빙 크로스비와 메리 마틴이 1941년 영화 《버스 오브 더 블루스》에서 부르고 1942년 3월 13일 데카 레코드의 음반에 취입했다. 해리 제임스는 1941년에 컬럼비아 36466으로서 녹음한다.
뉴욕 증권거래소의 플로어 트레이더들은 전통적으로 매년 마지막 거래일 및 크리스마스 이브에 이 노래를 부른다. 최소 1934년 전까지 주식 거래의 송가로 사용된 바 있다. 이발소 음악에서도 애창된다.
1940년 여름 골든 메모리 보이스가 녹음한 것이 컨트리 음악의 히트로 기록됐다.
1959년 사망하기 전 버디 홀리가 뉴욕 시의 자택에서 녹음한다.
로저 워터스의 음반 《Amused to Death》 가운데 최종 트랙 〈What God Wants (Part III)〉에서는 노래의 일부가 출연한다.